# 死の手
死の手（しのて、英語: Dead Hand）またはシステマ・ペリメートル（ロシア語: Система «Периметр»、ロシア語ラテン翻字: Sistema "Perimetr"、英語: "Perimeter" System、GRAU: 15E601）は、ロシアが使用していると推定されている核兵器自動制御システム。
ロシア語: Периметр(ペリメトル)とは英語のperimeter同様、幾何学では多角形や円などの周の長さのことだが、軍事用語としては軍事拠点を防衛するための防御線およびそれによって囲まれた安全地帯のことを指す。ペリメーターを参照のこと。

## 概要
冷戦時代にはソビエト連邦が使用していた。フェイルデッドリー、相互確証破壊の一例であり、核爆発による地震や閃光、放射線、圧力センサーで他国の核攻撃を検知した場合、指揮系統が完全に破壊されていても、ロシア連邦軍参謀本部戦略ミサイル軍管理部から司令部や各サイロに事前に入力しておいた最高権威の命令により自動的に大陸間弾道ミサイル（ICBM）の発射を開始させることができる。大方の説明では、普段は電源が切れており、危機の時に起動することになっているが、必要な時にはいつでもその目的を果たせるように完全な機能が維持されていると推定されている。
「死の手」システムは、ロシア国内に配備されている約1600の核ミサイルを一斉に敵国に打ち込むよう設定されているとされ、10発でアメリカ合衆国の全国民を殺害する威力があると言われる大陸間弾道ミサイル RS-28「サルマト」やサルマトに搭載されマッハ20で飛行する超音速滑空兵器（HGV）「アバンガルド」も組み込まれているとの観測もあり、日本を狙った場合、探知から着弾まで3分程度しかないと言われる。モスクワの東に約1800kmの位置にあるウラル地方のコスビンスキー山の地下基地より、一発の通信ロケットが打ち上がると、これをシグナルとしてロシア国内に点在する約300ヶ所のICBMに自動発射の指示が出る。オホーツク海の深度約450mに潜伏する原子力潜水艦にも指令が到達。万が一、核ミサイルを16基搭載できるボレイ級原子力潜水艦から日本に向けて潜水艦発射弾道ミサイルが発射された場合、非常に高速で飛翔し、日米のイージス艦などでも追跡・迎撃は非常に困難となる。標的は首都機能が集中している東京で、特に軍事施設がある市ヶ谷が狙われる可能性が高いと予測されている。もっとも、本システムの攻撃対象が何であるかの事実が確認されたことは未だない。なお、この「通信ロケット」(又は「指令ミサイル」"Command missile"とも。)の開発、製造を行ったのは当時はソ連の一部だった、ウクライナ東部ドニプロの国営軍事企業「ユジマシ」（ユージュマシュ。正式名称・マカロフ記念南機械製造工場）である。
ロシア西部に位置するコスビンスキー山の地下基地に配備されていると推定されている。

## 歴史
死の手の目的は、ソビエト連邦指導部を崩壊させたとしてもソビエト連邦軍の核兵器行使を妨げないようにすることであり、すなわち第二撃能力を維持することである。
1967年、ソビエト連邦は「シグナル」と呼ばれる、司令部からミサイル部隊に30もの命令をあらかじめ作成できるシステムを作ろうとした。 当時、このシステムはまだ完全に自動化されていなかった。
1990年代初頭、ソビエト連邦軍とソビエト連邦共産党中央委員会の元高官数名が死の手の存在を認めたが、その配備に関してやや矛盾した発言をしている。
1992年、元ロシア戦略ロケット軍参謀次長のバルフォロメイ・コロブシンは、ロシアは危機の時にのみ作動するシステムを持っており、そのシステムでは、すべての核司令部と指導部が破壊されたとしても、光、放射能、過圧の検知によって自動的にすべてのミサイルを発射すると述べている。また、参謀総長の教義・戦略担当補佐官を務めていたアンドリアン・ダニレビッチ大佐は、効率的な早期警戒システムの出現とミサイルの即応性の向上により、死の手は不要となっているといい、「死の手は検討されたが、自動トリガーシステムは危険すぎるとソビエト連邦は考えていた」と述べ、死の手の運用を否定している。
2011年、ロシア戦略ロケット軍上級大将のセルゲイ・カラカエフはコムソモリスカヤ・プラウダのインタビューで、死の手の運用状態を確認した。
2018年、元ロシア戦略ロケット軍上級大将のヴィクトール・イェシンは、アメリカの中距離核戦力全廃条約離脱に伴い、死の手が効力を失うかもしれないと述べた。

## 死の手を扱った作品

### 小説
- 小松左京『復活の日』（1964年）：死の手そのものではないが、アメリカ軍の自動報復システム「ARS」が登場。狂信的な反共主義者であるアメリカ軍のガーランド中将が、同じく反共主義者のシルヴァーランド前大統領と共に作り上げたもので、軍施設から一定時間応答がない場合、ソ連によって破壊されたものと見做して自動でソ連に対する全面的な報復核攻撃を実施する。作中ではシルヴァーランドの反動政治によってアメリカは一時期ソ連側との全面戦争一歩手前の状態に陥っており、ソ連も対抗上アメリカのものと同じARSシステムを保有せざるを得なかった。

### ゲーム
- メタルギアソリッド ピースウォーカー （2010年）：自動報復システムを搭載したアメリカの歩行兵器「ピースウォーカー」が登場する。本作は「人間は良心の呵責により、核を撃たれても打ち返すことはできない（＝だから死の手による核報復システムが必要）」というテーマを題材に物語が構築されており、「相互確証破壊」について説明がなされるシーンもある。

### 漫画
- さいとう・たかを『ゴルゴ13』
  - SPコミックス第39巻収録「軌道上狙撃」
  - 同596話「死者の手」
- 藤子不二雄『ドラえもん のび太の海底鬼岩城』（1982年）：アトランティスの大量破壊兵器「鬼角弾」を支配下に置く自動報復システム「ポセイドン」が登場する。アトランティスが滅んでしまった後も無人で稼働し続ける点や、天変地異を攻撃だと誤認する点などが前述の『復活の日』に類似する。

### 映画
- 『博士の異常な愛情』（1964年）：ソ連の自動報復装置「皆殺し装置」が登場。数十発のコバルト爆弾とそれを制御するコンピュータシステムで構成され、起動後もし自国内に核攻撃が行われた際は自動的にコバルト爆弾を起爆させ、半減期が極めて長い放射性降下物を発生させることで地球上の全生物を抹殺する。
- 『未知への飛行』（1964年）
- 『地球爆破作戦』（1970年）
- 『ウォー・ゲーム』（1983年）
- 『スペース カウボーイ』（2000年）

### ドラマ
- 『新アウターリミッツ』（1995年）